# 西分村
西分村（にしぶんそん）は、香川県綾歌郡にあった村。現在の綾川町西分。

## 歴史
- 1890年2月15日 - 町村制施行に伴い、阿野郡西分村が発足。
- 1899年4月1日 - 阿野郡が鵜足郡と合併し、綾歌郡となる。
- 1954年4月1日 - 山田村・羽床上村・枌所村と新設合併し、綾上村が発足。同日付で西分村が廃止。